# وولسفلت
وولسفلت (به آلمانی: Wewelsfleth) یک شهر در آلمان است که در اشتاینبورگ واقع شده‌است.
 وولسفلت  ۱٬۶۰۲ نفر جمعیت دارد.